# 오스틴 딘
오스틴 제임스 딘(Austin James Dean, 1993년 10월 14일~)은 미국의 야구 선수이자, 현재 KBO 리그 LG 트윈스의 내야수이다.

## 미국 프로야구 시절

### 마이애미 말린스시절
2018년에 입단하였다.

### 세인트루이스 카디널스시절
2020년 1월 14일에 디오윌 버고스를 상대로 트레이드됐다.

### 샌프란시스코 자이언츠시절
2021년 11월 5일에 웨이버 클레임으로 이적했으나 2022년 3월 20일에 매튜 보이드의 영입으로 인해 지명할당됐다.

#### 2022 시즌
9월 9일 도미닉 레온이 부상자 명단에 올라 콜업됐고, 당일 시카고 컵스전에서 4타수 1안타를 기록했다. 3경기에서 8타수 3안타를 기록하고 9월 12일 윌리 칼훈과 콜 웨이츠가 콜업되며 마이너로 내려갔다. 11월 9일에 마이너로 권리가 이관됐고, 11월 10일에 FA 신분이 됐다.

## 한국 프로야구 시절

### LG 트윈스시절
2023년에 로벨 가르시아를 대체할 외국인 야수로 영입되었다. 원래 그가 아닌 아브라함 알몬테가 영입될 예정이었으나 메디컬 테스트를 통과하지 못해 계약이 철회됐다.

#### 2023 시즌
139경기에 출전해 타율 0.313, 163안타, 23홈런 95타점, 출루율 0.376, 장타율 0.517 OPS 0.893을 기록했다. 팀 내 선수들 중 안타 4위, 홈런 3위, 타점 3위, 장타율 3위, OPS 4위를 달성했다. 2023년 한국시리즈 우승에도 기여했으며, 시즌 후 LG의 외국인 타자 최초로 1루수 부문 골든 글러브를 수상하였다.

#### 2024 시즌
타점왕을 하며 LG트윈스 선수 사상 최초로 타점왕에 올랐다. 2년 연속 1루수 골든글러브를 수상하였다.

## 통산 기록
| 연도 | 팀명  | 타율  | 경기 | 타수 | 득점 | 안타 | 2루타 | 3루타 | 홈런 | 루타 | 타점 | 도루 | 도실 | 볼넷 | 사구 | 삼진 | 병살 | 실책 |
| ---- | ----- | ----- | ---- | ---- | ---- | ---- | ----- | ----- | ---- | ---- | ---- | ---- | ---- | ---- | ---- | ---- | ---- | ---- |
| 2023 | LG    | 0.313 | 139  | 520  | 87   | 163  | 29    | 4     | 23   | 269  | 95   | 7    | 3    | 53   | 3    | 75   | 11   | 14   |
| 통산 | 1시즌 | 0.313 | 139  | 520  | 87   | 163  | 29    | 4     | 23   | 269  | 95   | 7    | 3    | 53   | 3    | 75   | 11   | 14   |